# Авила (провинция)
А́вила  (исп. Ávila) — провинция на западе Испании в составе автономного сообщества Кастилия и Леон. Административный центр — город Авила.

## География
Территория — 8948 км².

## История
На протяжении XVIII и XIX столетия провинция беднела, а её население уменьшалось.

## Население
Население — 172 704 человека (2011).

## Административное устройство
Районы (комарки):
1. Авила
2. Эль-Барко-де-Авила-Пьедрахита
3. Аренас-де-Сан-Педро (Валье-де-Тьетар)
4. Ла-Моранья
5. Бургохондо-Себрерос-Эль-Тьембло

## Достопримечательности
Провинция Авила богата архитектурными памятниками, выполненными в романском стиле.